# Isterberg
Die Gemeinde Isterberg befindet sich im niedersächsischen Landkreis Grafschaft Bentheim.

## Geografie

### Geografische Lage
Die Gemeinde liegt zwischen Bad Bentheim und Nordhorn und gehört zur Samtgemeinde Schüttorf.
Ein eigentlicher Dorfkern ist nicht vorhanden. Die Gemeinde ist nach dem gleichnamigen Berg benannt, der als einer der letzten Ausläufer des Teutoburger Waldes  mit einer Höhe von 68 Metern im Gemeindegebiet liegt.
Der weiteste Ausläufer des Teutoburger Waldes befindet sich nicht direkt beim Isterberg, sondern endet in Gildehaus. An der Gronauer Straße, Ortsausgang von Gildehaus Richtung Niederlande, hören die letzten Bäume des Teutoburger Waldes auf. Zu vermuten ist jedoch, dass sich in früheren Zeiten der Teutoburger Wald bis hin zum Fürstlichen Busch erstreckte, der in der Bauerschaft Bardel liegt.

### Gemeindegliederung
- Neerlage
- Wengsel

## Geschichte

### Herkunft des Ortsnamens
Der Name der Gemeinde ist eine Ableitung vom Berg Isterberg, der seinen Namen vermutlich einer germanischen Kultstätte verdankt. Diese Kultstätte war dem Stammesgott Istraz gewidmet. Istraz ist der Beiname Wodans, dem gemeingermanischen Hauptgott. Eine weitere Deutungsmöglichkeit ist eine Zugehörigkeit zu „heester, Heister“. Heister oder Hester steht für „der an jungem Buchengehölz wohnende“.

### Eingemeindungen
Isterberg ist am 1. März 1974 aus dem Zusammenschluss der Gemeinden Wengsel und Neerlage entstanden.

## Politik

### Gemeinderat
Der Gemeinderat setzt sich aus neun Ratsfrauen und -herren zusammen. Die Ratsmitglieder werden durch eine Kommunalwahl für jeweils fünf Jahre gewählt. Die aktuelle Amtszeit begann am 1. November 2021 und endet am 31. Oktober 2026.
Sitzverteilung
| Partei                             | 2021 | 2016 |
| ---------------------------------- | ---- | ---- |
| Wählergemeinschaft Isterberg (WGI) | 9    | 9    |

### Bürgermeister
Der am 15. November 2016 gewählte Bürgermeister der Gemeinde Isterberg ist Günter Wilmink. Seine Stellvertreter sind Jürgen Lamann und Maria Rustige-Vorbrook.
Zuvor war Heinrich Verwold von 2006 bis 2016 ehrenamtlicher Bürgermeister.

## Vereine
Es gibt einen örtlichen CVJM (CVJM Isterberg-Quendorf), der nicht nur der Jugend, sondern auch den Erwachsenen und insbesondere älteren Bürgern als Treffpunkt dient.
Des Weiteren gibt es einen Landjugendverein in Isterberg, der u. a. jedes Jahr ein bekanntes Zeltfest in der Grafschaft organisiert.
In der Freiwilligen Feuerwehr Isterberg engagieren sich viele freiwillige Helfer.

## Verkehr
Eine Regionalbuslinie der Verkehrsgemeinschaft Grafschaft Bentheim (VGB) verbindet Isterberg mit Nordhorn und Bad Bentheim. Zudem gibt es mit einer weiteren Regionalbuslinie eine Verbindung nach Quendorf und Schüttorf.